# Честная игра (Родина)
«Честная игра» (англ. «Fair Game») — премьерный эпизод шестого сезона американского драматического телесериала «Родина» и 61-й во всём сериале. Премьера состоялась на канале Showtime 15 января 2017 года.

## Сюжет
Секу Ба (Дж. Маллори Маккри), молодой афроамериканский мусульманин, публикует серию видеороликов онлайн, на которых он посещает места былых внутренних террористических атак и рассказывает о том, что произошло. Его арестовывает специальный агент ФБР Рэй Конлин (Доминик Фумуса) и его обвиняют в материальной поддержке терроризма. Кэрри (Клэр Дэйнс), теперь возглавляющая некоммерческую организацию в Нью-Йорке, которая отстаивает права мусульман-американцев против дискриминации, встречается с Секу и готовится представлять его интересы. Конлин рассказывает Кэрри, что они обнаружили, что у Секу находятся в распоряжении билеты на самолёт в Нигерию, где находится база операций Боко харам, и $5000 наличными, спрятанные под матрасом.
Кэрри навещает Питера Куинна (Руперт Френд) в ветеранском госпитале, где он поправляется от воздействия газа зарина в Берлине. У Куинна отмечаются признаки ПТСР и частичный паралич. Между ними происходит спор, когда Кэрри узнаёт, что Куинн пропустил физиотерапию. Когда Куинн пропадает на следующий день, Кэрри отслеживает его в ночлежке, где он употребляет наркотики и занимается сексом с проститутками, и находит его с ранением в голову после того, как его ранее ограбили. Когда Куинн яростно сопротивляется повторному возвращению в больницу, Кэрри неохотно соглашается разрешить ему пожить с ней и Фрэнни, хотя и в подвале.
Сол Беренсон (Мэнди Патинкин) и Дар Адал (Ф. Мюррей Абрахам) информируют избранного президента Элизабет Кин (Элизабет Марвел) о текущих операциях ЦРУ. После брифинга, Дар выражает озабоченность Солу о том, что Кин возможно планирует демилитаризовать ЦРУ, отметив, что сын Кин был убит во время службы в Ираке. Сол склоняется к точке зрения Кин. Дар втайне встречается с Товой Ривлином (Хадар Ратцон-Ротем) из Моссада и предполагает, что определённые инициативы должны быть ускорены до инаугурации Кин. Эпизод заканчивается тем, что Дар Адал проводит встречу с генералом Макклендоном (Роберт Неппер), сенатором Кото (Альфредо Нарцисо) и другими чиновниками, но явно без Сола.

## Производство
Режиссёром эпизода стал Кит Гордон, а сценарий написали шоураннер Алекс Ганса и соисполнительный продюсер Тед Манн.

## Реакция

### Рецензии
Эпизод получил рейтинг 100%, со средним рейтингом 7.2 из 10, на сайте Rotten Tomatoes, чей консенсус гласит: «Хотя премьерному эпизоду „Родины“ не хватает фирменных острых ощущений и уловок, „Честная игра“ эффективно накрывает стол для дальнейшего улучшения, устанавливая мощное чувство времени и места и тонкие моменты персонажей».
Брайан Таллерико из «New York Magazine» оценил эпизод на 4 звезды из 5, сказав, что у эпизода был «приятно медленный темп... он интересно настроил тон в шоу, которое часто может быть пагубно гиперактивным».
Мэтт Бреннан из «Paste» положительно оценил эпизод, назвав его «гладким», но заявил, что «несмотря на недостаток повествовательных фейерверков, сегодняшнему эпизоду удаётся накрыть стол к дальнейшему развитию событий на двух разных фронтах».
TVLine назвал Руперта Френда «актёром недели» за его выступление; они написали: «Надо дать должное грубому, захватывающему выступлению Френда, которое делает падение Куинна таким искренним — и трагичным».

### Рейтинги
Во время оригинального показа, эпизод привлёк внимание 1.1 миллиона зрителей. Вдобавок, 1.25 миллионов зрителей заранее посмотрели премьеру эпизода на сервисе канала Showtime.